# Carlos Pérez (beisbolista venezolano)
Carlos Eduardo Pérez Álvarez (nacido en Valencia, Estado Carabobo, Venezuela, el 27 de octubre de 1990) es un beisbolista profesional que juega en la posición de receptor con los Navegantes del Magallanes en la Liga Venezolana de Béisbol Profesional (LVBP). y con los Atlanta Braves en las Grandes Ligas (MLB).

## Carrera profesional

### 2008
Pérez firmó con los Azulejos de Toronto como agente libre internacional en 2008. Hizo su primera aparición como profesional el 31 de mayo de 2008 con la organización DSL Blue Jays 1 en la Dominican Summer League.

### 2009
El 23 de junio de 2009, Pérez es asignado a los GCL Blue Jays de la Gulf Coast League (La Liga Costa del Golfo), desde el 23 de junio hasta el 31 de agosto de 2009.

### 2010
El 18 de junio de 2010, Pérez es asignado a Auburn Doubledays de la New York–Penn League, de la Clase A (Media), desde el 18 de junio hasta el 4 de septiembre de 2010.

### 2011
El 2 de abril de 2011, Pérez es asignado a Lansing Lugnuts de la Midwest League, de la Clase A (Media), con los que juega desde el 10 de abril hasta el 5 de septiembre de 2011.
El 8 de diciembre de 2011, Pérez es asignado a Leones del Caracas. Hizo su primera aparición el 10 de noviembre de 2011 hasta el 11 de noviembre de 2011, donde jugó dos partidos y un total de tres entradas pero no pudo batear.

### 2012
El 20 de enero de 2012,	los Azulejos de Toronto invitaron a Pérez a los entrenamientos de primavera.
Vuelve a participar con Lansing Lugnuts en la Midwest League, desde el 6 de abril hasta el 19 de julio de 2012, jugó 71 partidos, teniendo un promedio de bateo .275, produciendo en 319 turnos al bate, 75 hits, 48 carreras anotadas, 40 carreras impulsadas, 22 dobles, cinco triples, cinco jonrones, tres bases robadas, 35 bases por bolas y fue ponchado en 38 turnos.
El 20 de julio de 2012,	los Astros de Houston intercambiaron a Brandon Lyon, J. A. Happ y David Carpenter a los Azulejos a cambio de Francisco Cordero y el jardinero izquierdo Ben Francisco; los Bluefield Blue Jays intercambiaron a Joe Musgrove a los Greeneville Astros; los Dunedin Blue Jays movieron a Asher Wojciechowski por Corpus Christi Hooks; Lansing Lugnuts intercambiaron a David Rollins a los Lexington Legends y a Pérez a los Lancaster JetHawks.
Los Astros colocaron a Pérez en Clase A Avanzada para jugar con Lancaster JetHawks en la California League, debuta el 22 de julio de 2012 y jugó hasta el 3 de septiembre.

### 2013
El 17 de enero de 2013,	los Astros invitaron a Pérez a los entrenamientos de primavera.
El l1 de abril de 2013,	Pérez fue asignado a Corpus Christi Hooks de la Texas League de Clase AA, y el 1 de mayo fue promovido a Oklahoma City RedHawks de la Pacific Coast League de Clase AAA.
Pérez vuelve a participar con la organización Leones del Caracas desde el 10 de octubre hasta el 21 de diciembre de 2013, donde jugó 19 partidos y tuvo un promedio de .284, produciendo en 61 turnos al bate, 16 Hit, ocho carreras anotadas, ocho carreras impulsadas, seis dobles, dos bases por bolas y fue ponchado en siete turnos.

### 2014
El 14 de enero de 2014,	los Astros nuevamente invitaron a Pérez a los entrenamientos de primavera.
El 5 de noviembre de 2014, Pérez fue cambiado junto a Nick Tropeano a Los Angeles Angels por Hank Conger.

### 2015
El 4 de abril de 2015, los Angels asignaron a Pérez a los Salt Lake Bees. Fue una de las figuras más destacadas entre los jugadores de Leones del Caracas en abril; bateó .375 con dos jonrones, 12 carreras impulsadas y un porcentaje de embasado más slugging de 1.014 en Clase AAA . El 5 de mayo de 2015 fue llamado al equipo de Grandes Ligas para sustituir al también receptor Drew Butera, convirtiéndose en el Venezolano N°328 en las Grandes Ligas.
En su debut en Grandes Ligas el 5 de mayo de 2015, conectó un jonrón a Dominic Leone para darle a los Angelinos una victoria de 5-4 sobre los Marineros de Seattle. Finalizó la temporada con promedio de .250 y cuatro jonrones en 86 juegos.

### 2016
En 2016, Pérez registró un promedio de .205 en 87 juegos con los Angels.

### 2017
En 2017, jugó la mayor parte de la temporada en Clase AAA, y fue llamado por los Angels en septiembre.
El 15 de noviembre de 2017, Pérez vuelve a participar con los Leones del Caracas de la Liga Venezolana de Béisbol Profesional contra los Tigres de Aragua, bateando en cinco turnos y dejando un AVG de .400 con dos hits, tres carreras impulsadas, dos carreras anotadas y un jonrón.

### 2018
El 31 de marzo de 2018, Pérez fue cambiado a los Bravos de Atlanta a cambio de Ryan Schimpf.